# Доњи Краљевец (општина)
Доњи Краљевец је насељено место и седиште општине у Међимурју, Хрватска. До територијалне реорганизације у Хрватској, подручје Доњег Краљевца припадало је великој предратној општини Чаковец. Данас је Доњи Краљевец општина у саставу Међимурске жупаније.

## Становништво
На попису становништва 2011. године, општина Доњи Краљевец је имала 4.659 становника, од чега у самом Доњем Краљевцу 1.560 становника.

## Попис1991.
На попису становништва 1991. године, насељено место Доњи Краљевец је имало 1.653 становника, следећег националног састава:
| Попис 1991.‍   | Попис 1991.‍  | Попис 1991.‍ | Попис 1991.‍ | Попис 1991.‍ |
| ------------- | ------------ | ----------- | ----------- | ----------- |
|               |              |             |             |             |
| Хрвати        | Хрвати       |             | 1.580       | 95,58%      |
| Југословени   | Југословени  |             | 12          | 0,72%       |
| Срби          | Срби         |             | 5           | 0,30%       |
| Муслимани     | Муслимани    |             | 2           | 0,12%       |
| Словенци      | Словенци     |             | 2           | 0,12%       |
| Македонци     | Македонци    |             | 1           | 0,06%       |
| Чеси          | Чеси         |             | 1           | 0,06%       |
| неопредељени  | неопредељени |             | 3           | 0,18%       |
| регион. опр.  | регион. опр. |             | 3           | 0,18%       |
| непознато     | непознато    |             | 44          | 2,66%       |
| укупно: 1.653 |              |             |             |             |